# Marathon van Bonn 2005
De marathon van Bonn 2005 vond plaats op zondag 10 april 2005 in Bonn.

## Uitslagen

### Mannen
| rang   | naam               | land      | tijd    |
| ------ | ------------------ | --------- | ------- |
| Goud   | Peter Chemei       | Kenia     | 2:15.06 |
| Zilver | Marek Jaroszewski  | Polen     | 2:15.23 |
| Brons  | Penuel Osoro       | Kenia     | 2:15.43 |
| 4      | Erikson Kimase     | Kenia     | 2:16.38 |
| 5      | Jonah Kemboi       | Kenia     | 2:17.27 |
| 6      | Andre Toptun       | Oekraïne  | 2:18.20 |
| 7      | Pavel Novak        | Tsjechië  | 2:19.15 |
| 8      | Joeri Schoffelen   | België    | 2:25.06 |
| 9      | Konstantin Zelezov | Oekraïne  | 2:28.23 |
| 10     | Benjamin Rossmann  | Duitsland | 2:30.16 |

### Vrouwen
| rang   | naam             | land      | tijd    |
| ------ | ---------------- | --------- | ------- |
| Goud   | Valentina Delion | Moldavië  | 2:36.50 |
| Zilver | Romy Spitzmüller | Duitsland | 2:39.34 |
| Brons  | Olga Michurina   | Rusland   | 2:47.35 |
| 4      | Ivana Martinova  | Tsjechië  | 2:48.21 |
| 5      | Svenja Jütte     | Duitsland | 2:59.31 |

2002 ·
2003 ·
2004 ·
2005 ·
2006 ·
2007 ·
2008 ·
2009 ·
2010 ·
2011 · 
2012 · 
2013 · 
2014 · 
2015 · 
2016 · 
2017